# Mai bună ca niciodată
Mai bună ca niciodată (en español: Mejor que nunca) es el primer álbum de estudio de la cantante, actriz y presentadora de televisión rumana Oana Zăvoranu, conocida simplemente como Oana. Se estrenó el 28 de junio de 2007 a través de Roton y Sincron. Zăvoranu se hizo mayormente conocida en su país de origen a comienzos de la década de 2000 por sus papeles en comedias, películas y telenovelas, pero decidió tomarse un receso para enfocarse en su carrera musical y puso fin a su contrato con la empresa cinematográfica Media Pro.
Mai bună ca niciodată cuenta con producción de la mano de Adrian Cristescu, así como su composición por parte de Georgiana Ariton, Sabina Cojocar, Cristescu, Dan Lazăr y Silviu Păduraru. «Pusă pe fapte» y «Cariño», con la participación de Cristescu bajo su nombre artístico Adi Korekt, se lanzaron como sencillos para el disco; este último contó con un video musical y alcanzó el puesto número 99 en la lista Romanian Top 100.

## Antecedentes y lanzamiento
Oana Zăvoranu (16 de junio de 1973) es una cantante, actriz y presentadora de televisión rumana. Se hizo mayormente conocida en su país de origen a comienzos de la década de 2000 por sus papeles en comedias, películas y telenovelas nacionales, entre ellas Numai iubirea y Păcatele Evei. En marzo de 2006, Zăvoranu anunció el término de su contrato con la empresa cinematográfica Media Pro y decidió tomarse un receso para enfocarse en su carrera musical. Con la ayuda del compositor Marius Moga, su maestra de canto Crina Mărdare y su representante Joey d'Alvare, estuvo trabajando en su primer álbum de estudio durante más de un año.
Mai bună ca niciodată se estrenó a través de Roton y Sincron el 28 de junio de 2007, y logró ser exitoso «más allá de las expectativas» según Zăvoranu. La artista interpretó las canciones del álbum durante la celebración de su lanzamiento en el club Paradiso en Bucarest. Mai bună ca niciodată contiene 10 pistas, compuestas por Georgiana Ariton, Sabina Cojocar, Dan Lazăr, Silviu Păduraru y Adrian Cristescu; este último se encargó de su producción. La grabación, mezcla y masterización se llevaron a cabo en el estudio Korekt de Cristescu; además, Marian Bulacu y Petruț Remus contribuyeron con saxofón y guitarra, respectivamente. Cristescu cobró la suma de €7,000 por la producción de Mai bună ca niciodată, mientras que el manejo de cada canción tuvo un costo aproximado de €700. Marius Bărăgan diseñó la portada oficial del disco, mientras que Narcisa Simadan se encargó del maquillaje, Cristina Gheorghe de los estilos de peinado y Zăvoranu del vestuario.

## Promoción y sencillos
Para la promoción de Mai bună ca niciodată se lanzaron dos sencillos: «Pusă pe fapte» y «Cariño», con la participación de Cristescu bajo su nombre artístico Adi Korekt. El primero contó con un video musical filmado por Marian Crișan que tuvo un presupuesto de €15,000, pero se descartó debido a una disputa entre Crișan y Zăvoranu, en la que el director rechazaba la petición de la intérprete de que el videoclip presentara a su gato y a varias personas de la prensa; no obstante, el metraje se filtró en internet. Petre Năstase filmó el videoclip de «Cariño», que se estrenó en el programa de televisión rumano TeoViziunea y tuvo un presupuesto de €11,000. Se filmó en Snagov, Rumania en el mismo set de filmación donde se rodó la película dramática de 2003. Cold Mountain. El video presenta al gato de la cantante junto a unos vaqueros y patrullas de policía de aspecto antiguo, camiones de bomberos y motocicletas. Zăvoranu lució maquillaje, que fue cortesía de Alexandru Abagiu, durante un lapso de dos horas. Desde el punto de vista comercial, «Cariño» alcanzó el puesto número 99 en la lista Romanian Top 100.

## Lista de canciones
| Mai bună ca niciodată |                                               |          |  |
| N.º                   | Título                                        | Duración |  |
| 1.                    | «Cariño» (con Adi Korekt)                     | 3:44     |  |
| 2.                    | «Pusă pe fapte»                               | 3:26     |  |
| 3.                    | «Ai inima»                                    | 3:26     |  |
| 4.                    | «Am găsit la tine dragostea» (con Adi Korekt) | 4:15     |  |
| 5.                    | «Lumea mă iubește»                            | 3:11     |  |
| 6.                    | «Cine te crezi»                               | 3:18     |  |
| 7.                    | «Cu sufletul nu știu să mint»                 | 3:15     |  |
| 8.                    | «Eu pot trișa» (con Adi Korekt)               | 3:28     |  |
| 9.                    | «Tu…»                                         | 3:28     |  |
| 10.                   | «Fantezia ta»                                 | 3:36     |  |
| Duración total: 35:07 |                                               |          |  |